# Cena con Gramsci
Cena con Gramsci è una graphic novel scritta da Elettra Stamboulis e disegnata da Gianluca Costantini, pubblicata da Becco Giallo nel 2012. Il volume nasce da un omonimo spettacolo teatrale del 2006 scritto da Davide Daolmi, finalizzata a riproporre il pensiero e la biografia di Antonio Gramsci. Una mostra delle tavole tratte dal volume a fumetti è stata organizzata presso la casa di Gramsci trasformata in museo.

## Trama
La trama si sviluppa su due linee che si alternano per tutto il volume, la prima basata sulla biografia di Gramsci, e l'altra sulle vicende di Jacopo, uno studente universitario di Torino che sta scrivendo una tesi di laurea sulla filosofia di Gramsci il quale, dopo essersi trasferito in un nuovo appartamento, vi scopre lo spirito due entità immateriali, di un uomo e di una donna che iniziano a interagire con la sua vita; a seguito del plagio della sua tesi poi, decide di rinunciare a concluderla in quanto non aggiungerebbe nulla a quanto già scritto su Gramsci e preferisce occuparsi di altro che possa servire a perpetuare il ricordo del pensatore.